# Elles brillent
Elles brillent (Brokat), est une série polonaise en 10 épisodes de 35 minutes, mise en ligne le 14 décembre 2022 sur Netflix.

## Synopsis
Dans la Pologne communiste du milieu des années 1970, trois femmes au profil très différent cherchent à s'émanciper. Dans leurs quêtes d'indépendance, elles proposent des services sexuels pour profiter de la vie selon leurs propres conditions. Pola la mère célibataire, Marysia l'étudiante et Helena qui collabore avec la sécurité d’Etat, vendent leur corps pour s’assurer un avenir et pour se mettre à l’abri du besoin.

## Distribution
- Magdalena Popławska (VF : Patricia Piazza) : Helena
- Wiktoria Filus () : Pola
- Matylda Giegżno () : Marysia
- Lukasz Simlat () : Adam
- Karolina Piechota (VF : Caroline Ami Burgues) : Basia
- Bartlomiej Kotschedoff () : Bogdan
- Szymon Piotr Warszawski () : Wladek
- Stanislaw Linowski () : Staszek
- Jedrzej Hycnar () :
- Folco Marchi () :

 Source et légende : version française (VF) sur RS Doublage

## Fiche technique
- Titre original : Brokat
- Titre anglophone : Glitter
- Titre français : Elles brillent
- Création :
- Casting :
- Réalisation : Anna Kazejak, Julia Kolberger, Marek Lechki, Rafal Skalski
- Scénario :
- Musique :
- Décors :
- Costumes :
- Photographie :
- Son :
- Montage :
- Production :
- Société de production :
- Société de distribution : Netflix
- Pays de production :  Pologne
- Langue originale : polonais
- Format : couleur
- Genre : drame
- Durée : 35 minutes
- Date de première diffusion :
  - Monde : 14 décembre 2022 sur Netflix